# Robert Esche
Robert Esche (* 22. ledna 1978, Whitesboro, New York, USA) je bývalý americký hokejový brankář, naposledy hrající v sezóně 2011/12 za SCL Tigers v National League A.

## Ocenění a úspěchy
- 1997 OHL - Třetí All-Star Tým
- 1998 OHL - Druhý All-Star Tým
- 1999 AHL - All-Rookie Tým
- 1999 AHL - All-Star Game
- 2003 NHL - William M. Jennings Trophy
- 2008 KP - Nejlepší brankář
- 2008 MS - Nejlepší brankář
- 2009 KHL - Utkání hvězd
- 2009 KHL - Nejlepší brankář měsíce listopadu 2014
- 2009 KHL - Nejvíce čistých kont
- 2010 KHL - Nejlepší brankář měsíce ledna 2015

## Prvenství

### NHL
- Debut – 20. února 1999 (Florida Panthers proti Phoenix Coyotes)
- První inkasovaný gól - 20. února 1999 (Florida Panthers proti Phoenix Coyotes, americkým útočníkem Bill Lindsay)
- První vychytaná nula – 30. listopadu 2000 (Phoenix Coyotes proti Minnesota Wild)

### KHL
- Debut – 3. září 2008 (Metallurg Magnitogorsk proti SKA Petrohrad)
- První inkasovaný gól - 3. září 2008 (Metallurg Magnitogorsk proti SKA Petrohrad, českým útočníkem Janem Markem)
- První vychytaná nula – 11. září 2008 (SKA Petrohrad proti Amur Chabarovsk)

## Statistiky

### Základní části
| Sezona       | Tým                  | Liga         | Z   | V  | P  | R  | Pvp | MIN    | OG  | ČK | POG  | %ChS  |
| ------------ | -------------------- | ------------ | --- | -- | -- | -- | --- | ------ | --- | -- | ---- | ----- |
| 1994–95      | Gloucester Rangers   | CJHL         | 20  | 10 | 6  | 0  | —   | 1034   | 70  | 0  | 4.06 | —     |
| 1995–96      | Detroit Whalers      | OHL          | 23  | 13 | 6  | 0  | —   | 1139   | 71  | 1  | 3.74 | .876  |
| 1996–97      | Detroit Whalers      | OHL          | 58  | 24 | 28 | 2  | —   | 3241   | 206 | 2  | 3.81 | .878  |
| 1997–98      | Plymouth Whalers     | OHL          | 48  | 29 | 13 | 4  | —   | 2810   | 135 | 3  | 2.88 | .896  |
| 1998–99      | Springfield Falcons  | AHL          | 55  | 24 | 20 | 6  | —   | 2957   | 138 | 1  | 2.80 | .905  |
| 1998–99      | Phoenix Coyotes      | NHL          | 3   | 0  | 1  | 0  | —   | 130    | 7   | 0  | 3.23 | .860  |
| 1999–00      | Springfield Falcons  | AHL          | 21  | 9  | 9  | 2  | —   | 1207   | 61  | 2  | 3.03 | .912  |
| 1999–00      | Houston Aeros        | IHL          | 7   | 4  | 2  | 1  | —   | 419    | 16  | 2  | 2.29 | .922  |
| 1999–00      | Phoenix Coyotes      | NHL          | 8   | 2  | 5  | 0  | —   | 408    | 23  | 0  | 3.38 | .893  |
| 2000–01      | Phoenix Coyotes      | NHL          | 25  | 10 | 8  | 4  | —   | 1350   | 68  | 2  | 3.02 | .896  |
| 2001–02      | Phoenix Coyotes      | NHL          | 22  | 6  | 10 | 2  | —   | 1145   | 52  | 1  | 2.72 | .902  |
| 2001–02      | Springfield Falcons  | AHL          | 1   | 1  | 0  | 0  | —   | 60     | 0   | 1  | 0.00 | 1.000 |
| 2002–03      | Philadelphia Flyers  | NHL          | 30  | 12 | 9  | 3  | —   | 1638   | 60  | 2  | 2.20 | .907  |
| 2003–04      | Philadelphia Flyers  | NHL          | 40  | 21 | 11 | 7  | —   | 2322   | 79  | 3  | 2.04 | .915  |
| 2005–06      | Philadelphia Flyers  | NHL          | 40  | 22 | 11 | —  | 5   | 2286   | 113 | 1  | 2.97 | .897  |
| 2006–07      | Philadelphia Flyers  | NHL          | 18  | 5  | 9  | —  | 1   | 860    | 62  | 1  | 4.32 | .872  |
| 2007–08      | Ak Bars Kazaň        | RSL          | 18  | —  | —  | —  | —   | 1095   | 34  | 3  | 1.86 | .926  |
| 2008–09      | SKA Saint Petersburg | KHL          | 38  | 21 | 14 | —  | 6   | 2183   | 68  | 9  | 1.87 | .912  |
| 2009–10      | SKA Saint Petersburg | KHL          | 42  | 29 | 7  | —  | 5   | 2527   | 87  | 6  | 2.07 | .917  |
| 2010–11      | HK Dinamo Minsk      | KHL          | 24  | 5  | 14 | —  | 5   | 1383   | 76  | 0  | 3.30 | .897  |
| 2011–12      | SCL Tigers           | NLA          | 40  | 15 | 25 | —  | 0   | 2305   | 117 | 1  | 3.05 | .898  |
| Celkem v KHL | Celkem v KHL         | Celkem v KHL | 104 | 55 | 35 | —  | 16  | 6093   | 231 | 15 | 2.27 | .910  |
| Celkem v NHL | Celkem v NHL         | Celkem v NHL | 186 | 78 | 64 | 16 | 6   | 10,140 | 464 | 10 | 2.75 | .900  |

### Play-off
| Sezona       | Tým                  | Liga         | Z  | V  | P  | MIN  | OG | ČK | POG  | %ChS |
| ------------ | -------------------- | ------------ | -- | -- | -- | ---- | -- | -- | ---- | ---- |
| 1995–96      | Detroit Whalers      | OHL          | 3  | 0  | 2  | 105  | 4  | 0  | 2.29 | —    |
| 1996–97      | Detroit Whalers      | OHL          | 5  | 1  | 4  | 317  | 19 | 0  | 3.60 | —    |
| 1997–98      | Plymouth Whalers     | OHL          | 15 | 8  | 7  | 868  | 45 | 0  | 3.11 | .920 |
| 1998–99      | Springfield Falcons  | AHL          | 1  | 0  | 1  | 59   | 4  | 0  | 4.02 | .867 |
| 1999–00      | Springfield Falcons  | AHL          | 3  | 1  | 2  | 180  | 12 | 0  | 4.01 | .878 |
| 2002–03      | Philadelphia Flyers  | NHL          | 1  | 0  | 0  | 30   | 1  | 0  | 2.00 | .929 |
| 2003–04      | Philadelphia Flyers  | NHL          | 18 | 11 | 7  | 1060 | 41 | 1  | 2.32 | .918 |
| 2005–06      | Philadelphia Flyers  | NHL          | 6  | 2  | 4  | 314  | 22 | 0  | 4.20 | .875 |
| 2007–08      | Ak Bars Kazan        | RSL          | 10 | —  | —  | 609  | 25 | 1  | 2.46 | .885 |
| 2008–09      | SKA Saint Petersburg | KHL          | 3  | 0  | 3  | 185  | 8  | 0  | 2.59 | .877 |
| 2009–10      | SKA Saint Petersburg | KHL          | 4  | 1  | 3  | 236  | 9  | 0  | 2.29 | .910 |
| 2010–11      | HK Dinamo Minsk      | KHL          | 4  | 2  | 1  | 216  | 7  | 0  | 1.94 | .942 |
| Celkem v KHL | Celkem v KHL         | Celkem v KHL | 11 | 3  | 7  | 637  | 24 | 0  | 2.26 | .915 |
| Celkem v NHL | Celkem v NHL         | Celkem v NHL | 25 | 13 | 11 | 1405 | 64 | 1  | 2.73 | .907 |

### Reprezentace
| Rok                       | Tým                       | Soutěž                    | Z  | V  | P  | R | MIN  | OG | ČK | POG  | %ChS |
| ------------------------- | ------------------------- | ------------------------- | -- | -- | -- | - | ---- | -- | -- | ---- | ---- |
| 1997                      | USA 20                    | MSJ                       | —  | —  | —  | — | —    | —  | —  | —    | —    |
| 1998                      | USA 20                    | MSJ                       | 4  | 2  | 2  | 0 | 238  | 13 | 0  | 3.28 | .922 |
| 2000                      | USA                       | MS                        | 2  | 1  | 0  | 1 | 120  | 1  | 1  | 0.50 | .984 |
| 2001                      | USA                       | MS                        | 6  | 4  | 2  | 0 | 359  | 13 | 0  | 2.17 | .931 |
| 2004                      | USA                       | SP                        | 4  | 1  | 3  | 0 | 237  | 10 | 0  | 2.53 | .909 |
| 2006                      | USA                       | OH                        | 1  | 0  | 1  | 0 | 59   | 5  | 0  | 5.10 | .762 |
| 2008                      | USA                       | MS                        | 4  | 2  | 2  | — | 198  | 7  | 0  | 2.12 | .931 |
| 2009                      | USA                       | MS                        | 8  | 3  | 5  | — | 480  | 25 | 0  | 3.12 | .891 |
| Seniorská kariéra celkově | Seniorská kariéra celkově | Seniorská kariéra celkově | 25 | 11 | 13 | 1 | 1453 | 61 | 1  | 2.52 | .913 |